# Mal'čik s okrainy
Mal'čik s okrainy (Мальчик с окраины) è un film del 1947 diretto da Vasilij Nikolaevič Žuravlёv.